# Matthieu Daele

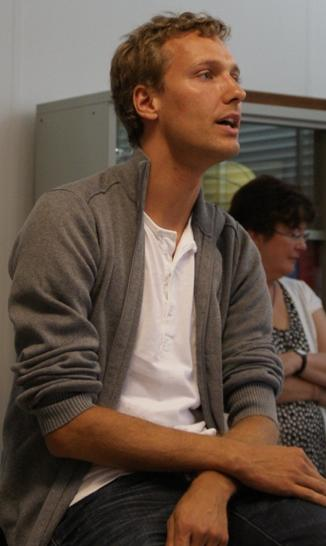
Matthieu Daele

Matthieu Daele (Verviers, 5 februari 1981) is een Belgisch politicus voor Ecolo.

## Levensloop
Matthieu Daele behaalde in 2003 het diploma van sociaal assistent aan het ESAS en ging daarna een jaar politieke wetenschappen studeren aan de Universiteit Luik. Vanaf 2004 werkte hij in een PMS-centrum in de stad Luik en in 2005 coördineerde Daele de activiteiten van de organisatie Responsible Young Drivers in Brussel. Vervolgens werkte hij van 2006 tot 2009 in PMS-centra in Hoei en later in Verviers.
Al op jonge leeftijd werd Daele militant van Ecolo. Bij de gemeenteraadsverkiezingen van 2000 was hij op 19-jarige leeftijd eerste opvolger op de Ecolo-lijst in Theux. In 2002 werd hij toch gemeenteraadslid van Theux, nadat de enige verkozene van Ecolo ontslag nam als gemeenteraadslid. Bij de gemeenteraadsverkiezingen van 2006 kwam Daele niet meer op in Theux, waarna hij een van de oprichters was van écolo j, de jongerenafdeling van Ecolo. Van 2007 tot 2008 was hij nationaal co-voorzitter van de jongerenafdeling en daarna was hij van 2008 tot 2009 co-voorzitter van de regionale afdeling van écolo j in Verviers.
Bij de gemeenteraadsverkiezingen van oktober 2012 richtte Daele een Ecolo-afdeling op in Theux. De partij behaalde bij deze verkiezingen twintig procent van de stemmen en boekte daarmee groot succes. Daele werd verkozen als gemeenteraadslid en werd fractievoorzitter van zijn partij in de gemeenteraad. Bij de gemeenteraadsverkiezingen van 2018 groeide Ecolo naar dertig procent, maar de partij bleef deel uitmaken van de oppositie.
Bij de Waalse verkiezingen van juni 2009 werd Daele verkozen in het Waals Parlement en het Parlement van de Franse Gemeenschap voor het arrondissement Verviers. In het Waals Parlement werd hij lid van de commissies Mobiliteit en Gezondheid, Sociale Actie en Gelijke Kansen en legde hij zich op het beleid rond schoolvervoer, lokale mobiliteitsdossiers en de integratie van vreemdelingen. In het Parlement van de Franse Gemeenschap werd hij lid van de commissie Jeugd en Jeugdhulp, waarvan hij van 2013 tot 2014 voorzitter was. In mei 2014 werd Daele herkozen als parlementslid, waarna hij korte tijd voorzitter werd van de Ecolo-fractie in het Parlement van de Franse Gemeenschap. In deze assemblee droeg hij bij aan de hervorming van de Franstalige Jeugdraad en diens transformatie tot jongerenforum. 
Bij de Waalse verkiezingen van mei 2019 stond Daele als eerste opvolger op de Ecolo-lijst van het arrondissement Verviers, waardoor hij uit het Waals Parlement verdween. Als opvolger van de Duitstalige Anne Kelleter kon hij echter wel in het Parlement van de Franse Gemeenschap blijven zetelen. Van juni 2019 tot juni 2024 was hij tweede ondervoorzitter van deze assemblee. Tezelfdertijd zetelde hij in de commissie Algemene Zaken en Internationale Betrekkingen, die vanaf 2023 tevens bevoegd was voor Sport en Onderwijs voor Sociale Promotie.
Daele besloot zich niet langer kandidaat te stellen bij de Waalse verkiezingen van juni 2024, om zich volledig te richten op de lokale politiek en zijn beroep als sociaal assistent weer op te nemen.